# Sistema suís

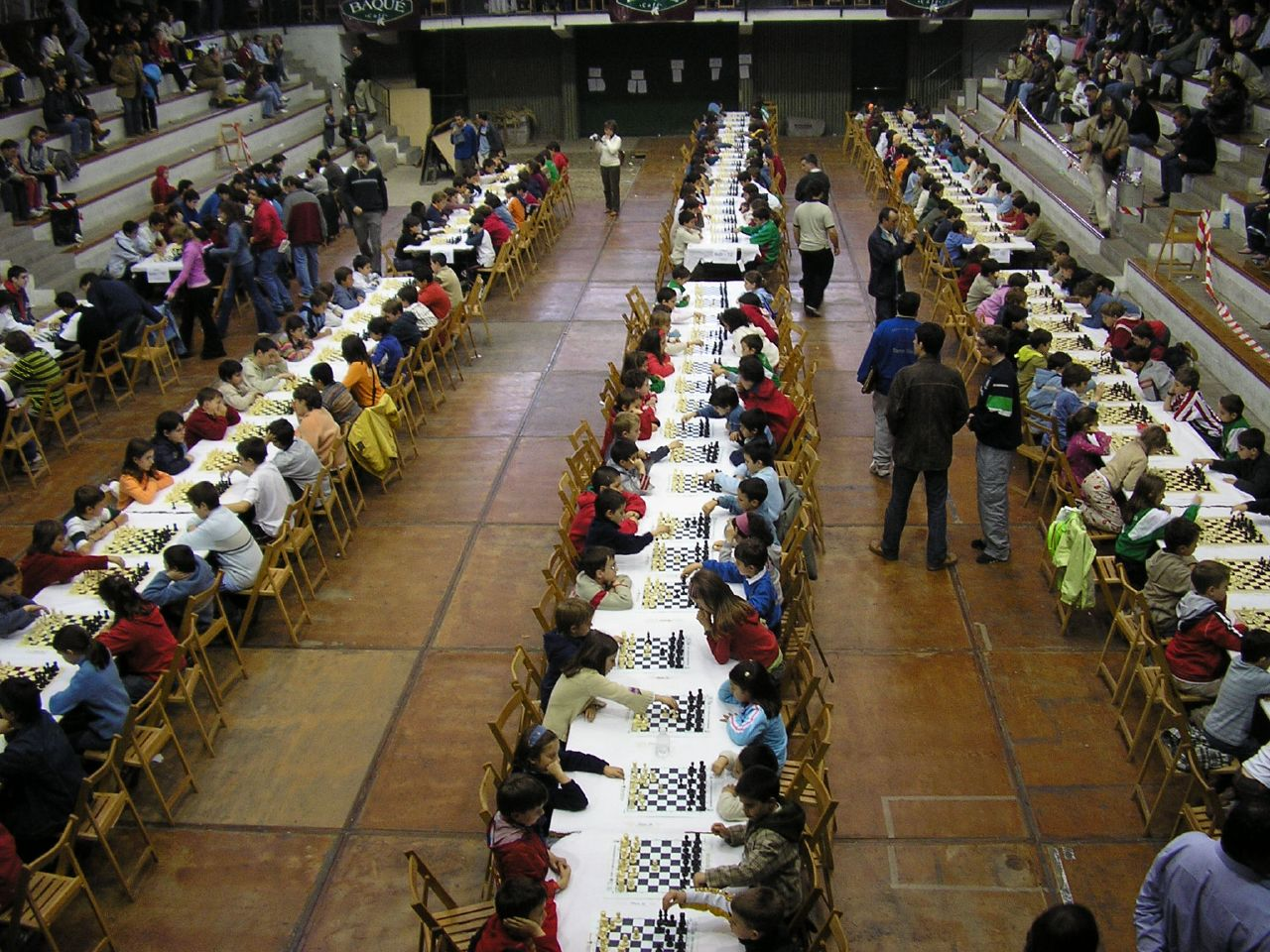
Un torneig d'escacs per sistema suís

El sistema suís és un sistema de competició en el qual els jugadors o equips s'han d'enfrontar dos a dos. S'utilitza habitualment en competicions d'escacs, go, bridge, dames, Scrabble, etc.
Ideat pel doctor Julius Müller, va rebre el nom de sistema suís perquè es va utilitzar per primer cop en un campionat d'escacs a Zúric l'any 1895. La UEFA va anunciar que faria servir aquest sistema en la primera ronda de la Lliga de Campions, a partir de la temporada 2024-25.
El principi del sistema suís és que cada participant s'ha d'enfrontar amb rivals de nivell similar al seu. En cada nova ronda, als jugadors se'ls assignen contrincants que tenen la mateixa puntuació que ells o la més similar possible; per tant, no hi ha un calendari d'encreuaments preestablert. Els nous emparellaments han de complir determinades condicions: per exemple als escacs, dos rivals no poden enfrontar-se més d'un cop i tothom ha de jugar amb blanques i negres aproximadament el mateix nombre de partides. Els enfrontaments de Champions League tenen altres condicionants, com la impossibilitat de veure un partit entre dos equips del mateix país.